# Кешкарриган

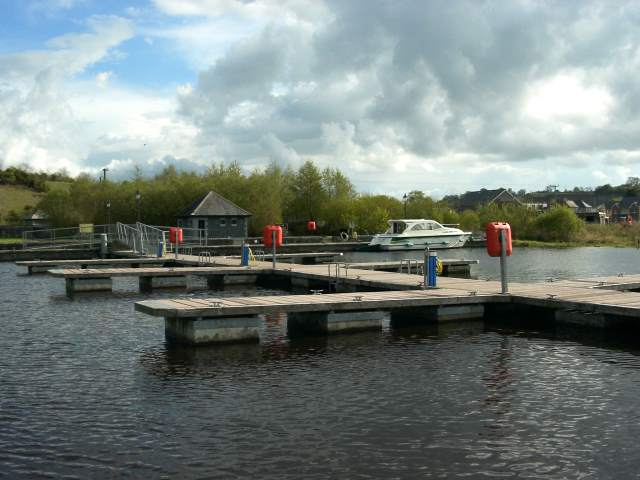

Кешкарриган (англ. Keshcarrigan; ирл. Ceis Charraigín) — деревня в Ирландии, находится в графстве Литрим (провинция Коннахт) у трассы R209. Население — 270 человек (по переписи 2002 года).